# Football Club Saint Éloi Lupopo
Il Football Club Saint-Éloi Lupopo è una societa calcistica con sede a Lubumbashi nella Repubblica Democratica del Congo.
Fondato nel 1939, il club milita nella Linafoot, la massima serie calcistica congolese.

## Palmarès

### Competizioni nazionali
- Campionato di calcio della Repubblica Democratica del Congo: 6

1958, 1968, 1981, 1986, 1990, 2002
- Coupe du Congo: 2

1961, 1968
- Vodacom Challenge: 1

2002

### Competizioni regionali
- Katanga Provincial League (LIFKAT): 2

2001, 2003

### Altri piazzamenti
- Campionato di calcio della Repubblica Democratica del Congo:

Secondo posto: 2005, 2006, 2009
Terzo posto: 2003, 2004, 2010, 2011, 2023-2024
- Coppa della Repubblica Democratica del Congo:

Finalista: 2007, 2014, 2017
- CAF Champions League:

Semifinalista: 1982

## Partecipazioni alle competizioni CAF
- CAF Champions League: 3 partecipazioni

2003 - Secondo turno
2006 - Secondo turno
2007 - turno preliminare
- African Cup of Champions Clubs: 4 partecipazioni

1969 - Quarti di finale
1982 - Semifinale
1987 - Secondo turno
1991 - primo turno
- CAF Confederation Cup: 4 partecipazioni

2005 - Secondo turno
2006 - fase a gironi
2011 - sedicesimi
2012 -